# Commission d'enquête citoyenne sur l'implication de la France au Rwanda
Pour les articles homonymes, voir CEC.
 (septembre 2021).
La Commission d'enquête citoyenne sur l'implication de la France dans le génocide des Tutsi, (CEC), est une initiative d'associations françaises. C'est un collectif sans statut juridique, animé par un « comité de pilotage » qui s'est donné comme président, Géraud de La Pradelle, professeur de droit.
Elle a tenu ses premiers travaux publics du 22 au 26 mars 2004, dans les locaux du Centre de recherche et d’information pour le développement. Elle était composée de quatre associations et de personnalités diverses, universitaires, juridiques et d'ONG.

## Composition de la commission
Les associations sont :
- Aircrige (Association internationale de recherches sur les crimes contre l'humanité et les génocides), représentée notamment par Catherine Coquio (professeur de Littérature comparée, responsable du groupe de recherches universitaire Littérature et savoirs à l'épreuve de la violence politique);
- La Cimade (Service œcuménique d'entraide) (qui s'est retirée ensuite), représentée par Gérard Sadik;
- OBSARM (Observatoire des transferts d'armement), représenté par son président Patrice Bouveret;
- Survie, représentée notamment par François-Xavier Verschave, vice-président de la CEC.

Parmi les personnalités on trouve notamment : 
- Annie Faure, médecin au Rwanda pendant le génocide, auteur de « Blessure d'humanitaire » ;
- Géraud de Geouffre de La Pradelle, professeur émérite de Droit à l'Université de Paris X, président de la CEC;
- Bernard Jouanneau, avocat à la cour, président de l'association Mémoire 2000;
- Marcel Kabanda : historien, coauteur de « Rwanda : les médias du génocide» (sous la direction de Jean-Pierre Chrétien du CNRS);
- Georges Kapler : producteur du film « Rwanda, un cri d'un silence inouï »;
- Anne Lainé : réalisatrice du film « Rwanda, un cri d'un silence inouï »;
- Rafaëlle Maison : professeur de Droit à la faculté de Picardie, auteur de « La responsabilité individuelle pour crime d'État en droit international public »;
- Yves Ternon, chirurgien et Docteur en Histoire (Paris IV), spécialiste des génocides du XXe siècle, auteur notamment de l'« État criminel », vice-président de la CEC.

## Les travaux de la commission
Ces travaux ont permis de présenter des prérapports rédigés par les commissaires de la CEC, d'entendre des témoins rwandais et non rwandais, des journalistes, différents acteurs français, des experts, dont certains avaient déjà témoigné devant le Tribunal pénal international pour le Rwanda. La commission a aussi visionné les témoignages filmés au Rwanda à sa demande par Georges Kapler. 
Les sujets abordés furent :
- Éléments de complicité militaire
- Éléments de complicité financière
- Éléments de complicité diplomatique
- La presse écrite française et le génocide
- L'opération Turquoise
- Hiérarchie des responsabilités

Ces travaux ont donné lieu le 27 mars 2004 à la présentation de conclusions provisoires lors d'un colloque organisé à l'Assemblée nationale française.
Ce colloque s'est déroulé en présence de Noël Mamère, député, et de Pierre Brana, corapporteur de la mission d'information parlementaire sur le Rwanda qui avait aussi été entendu par la CEC les jours précédents

### La «recherche d'éléments factuels»
Affirmant que la recherche de la vérité sur l'implication de la France au Rwanda est entachée par la raison d'État, les membres du comité de pilotage de la commission ont systématiquement recherché les éléments qui permettent de percer la « chape de plomb » qui selon eux couvre ces événements

### Le rapport «L'horreur qui nous prend au visage»
Le 3 février 2005, la CEC a présenté à la presse son rapport de six cents pages, rassemblant l'intégralité des travaux de mars 2004, sous le titre L'horreur qui nous prend au visage(édité chez Karthala). En même temps la CEC a présenté l'ouvrage juridique de son président, Géraud de La Pradelle : Imprescriptible (publié aux éditions Les arènes) qui décrit le cadre juridique dans lequel des responsables français pourraient être poursuivis devant la justice française.
Elle continue de se réunir avec l'objectif que les autorités françaises prennent la mesure des préjudices que la France aurait causés au peuple rwandais.

### Des plaintes de Rwandais
Au cours de la même conférence de presse, deux avocats parisiens, Maîtres Antoine Comte et William Bourdon, ont présenté les plaintes déposées devant la justice française par trois Rwandaises qui affirment avoir été violées par des militaires français lors de l'opération Turquoise, et le projet de plaintes qui furent effectivement déposées quinze jours plus tard, par six autres Rwandais, pour complicité de génocide et/ou crime contre l'humanité, contre «X», des militaires français de l'opération Turquoise à identifier. Cette corrélation des deux annonces, rapport CEC et plaintes, au cours de la même conférence de presse est due au fait que les travaux de la CEC et de son président ont permis à des Rwandais de mieux comprendre comment ils pourraient obtenir justice devant la justice française et à leurs avocats de pouvoir mieux situer le contexte de ces plaintes.
Ces plaintes font état de viols et de participations aux massacres des Tutsis de la part des soldats français.
Le 9 décembre 2005, la ministre française de la défense, Madame Michèle Alliot-Marie, a réagi à cette plainte en déclarant « Je pense qu'il est inadmissible que les militaires français puissent être accusés de cette façon et de choses qui la plupart du temps sont complètement farfelues » sur la chaine de télévision i-Télé. Elle note « que le procureur qui a reçu les témoignages n'a pas jugé bon d'ouvrir effectivement une instruction et qu'il a demandé au juge d'aller sur place pour écouter les témoins parce qu'il trouvait qu'il n'y avait justement pas dans ce qui avait été dit des éléments suffisamment précis pour pouvoir ouvrir une enquête »[réf. nécessaire].
Le 23 décembre 2005, le procureur du tribunal aux armées de Paris (TAP) ouvre une information judiciaire contre X pour « complicité de génocide », retenant deux des six plaintes des rescapés rwandais visant l'armée française, et confiant l'enquête à la juge Brigitte Raynaud (article du monde du 24 décembre 2005[source insuffisante]) et reprise en 2006 par la nouvelle juge d'instruction du Tribunal, Madame Florence Michon. Ces plaintes ont été combattues par le parquet du tribunal aux armées qui a été débouté à deux reprises par la Cour d'appel de Paris en mai et juillet 2006. L'instruction est désormais ouverte pour la totalité des six plaintes déposées par les Rwandais, auxquelles s'ajoutent les 3 plaintes déposées pour viol en juin 2004[source insuffisante].
Le 3 juillet 2007, le journal Le Monde qui y consacra aussi son éditorial, se fait largement l'écho du dossier, déposé par les avocats des plaignants devant le Tribunal aux armées, faisant référence à des archives de l'Institut François-Mitterrand. Ces documents présentés sous le titre « Rwanda, les archives racontent ce que l’Élysée savait » avancent que les autorités françaises étaient informées des intentions et de préparatifs du génocide, qu'elles amalgamaient le FPR et les Tutsi comme ennemis du régime qu'elles soutenaient[source insuffisante].

## Critiques émises contre la commission
Dans Noires fureurs, blancs menteurs, Pierre Péan cite plusieurs témoignages, notamment celui de Jean-Marie Vianney Ndagijimana, ministre des Affaires étrangères du Rwanda entre juillet et octobre 1994, visant à démontrer que Survie est une officine FPR. Selon M. Péan, le président de l'association, Jean Carbonare, a même été le plus puissant conseiller de Paul Kagame, s'appuyant sur le témoignage d'anciens dirigeants FPR. Jean Barahinyuta, commissaire du FPR à l’Information et à la Documentation pour l’Europe en 1990 et 1991 a déclaré à M. Péan que « Carbonare était la personne clé du FPR en France, qui travaillait en liaison avec Immaculée Mukakimanuka ». Jean-Marie Vianney Ndagijimana, a confirmé et précisé : « Carbonare a été l’œil de Kagame auprès de Bizimungu et des membres du gouvernement qui ne faisaient pas partie du premier cercle de Kagame. » .
Pierre Péan critique aussi Annie Faure, notamment pour ses propos sur l'opération Turquoise : « L'opération Turquoise n'a pas fait que protéger des tueurs, elle a permis de tuer plus de Tutsis. », et la validité des plaintes, qui reprennent largement des accusations antérieures, que M. Péan s'attache à réfuter dans son ouvrage. Par exemple, le témoin Jean-Bosco Habimana parle de Bigogwe comme un lieu de formation de Rwandais par les militaires français ; or, Bigogwe n'a jamais été un lieu d'encasernement français, mais belge. Quant à Éric Nzabihamana, il évoque les propos que lui aurait tenus un militaire français, mais sans le nommer, et d'un « combat » à Gikongoro, alors qu'il y eut un simple accrochage, où l'armée française n'a eu qu'un blessé léger à déplorer, et, d'une façon plus générale, défend « une version qui contredit totalement ce qu'il avait déclaré aux journalistes en juin et juillet 1994 ».
Certains remettent donc en cause les travaux de la commission considérant celle-ci comme partiale, voire comme désinformatrice bien qu'elle se fait fort, au contraire, de se baser sur des faits avérés, soit par des documents officiels, soit par des témoignages recoupés par d'autres, tant du côté rwandais que français. 
En réponse à ces critiques publiques, la Commission d'enquête citoyenne a fait une mise au point en décembre 2005 sur ce que sont un génocide et la complicité de génocide. L'association Survie, principale accusée de Pierre Péan, a répliqué à son livre dans plusieurs articles et documents.

## Sources
1. ↑  Voir la liste de ces personnes
2. ↑  Conclusions provisoires de la commission d'enquête citoyenne
3. ↑  Pierre Brana, « Empêcher un nouveau Rwanda », liberation.fr, 8 avril 2004.
4. ↑  L'appel à témoin de la CEC
5. ↑   Ce rapport est en ligne sur le site de la CEC
6. ↑  Voir site internet de la CEC
7. ↑  Documents d'archives de l'Elysée présentés sur le site de la CEC
8. ↑  Pierre Péan, Noires fureurs, blancs menteurs, éd. Fayard/Millet une nuits, 2005, p. 145
9. ↑  « En réalité les unités d’élite étaient formées par la Belgique au centre commando de Bigogwe, jusqu’à la crise d’avril 1994. » James Gasana, ministre rwandais de la Défense de 1990 à 1993
10. ↑  Noires fureurs, blancs menteurs, pp. 485-487
11. ↑  Communiqués de la CEC dont celui du 19 décembre 2005
12. ↑  Lire le point de vue de l'association Survie sur les accusations de Pierre Péan